# مییوکو هیروز
مییوکو هیروز (انگلیسی: Miyoko Hirose؛ زادهٔ ۵ مارس ۱۹۵۹) بازیکن والیبال اهل ژاپن است.